# Redwood Falls
Redwood Falls is een plaats (city) in de Amerikaanse staat Minnesota, en valt bestuurlijk gezien onder Redwood County en Renville County.

## Demografie
Bij de volkstelling in 2000 werd het aantal inwoners vastgesteld op 5459.
In 2006 is het aantal inwoners door het United States Census Bureau geschat op 5194, een daling van 265 (-4.9%).

## Geografie
Volgens het United States Census Bureau beslaat de plaats een oppervlakte van
12,4 km², waarvan 12,1 km² land en 0,3 km² water. Redwood Falls ligt op ongeveer 259 m boven zeeniveau.

## Plaatsen in de nabije omgeving
De onderstaande figuur toont nabijgelegen plaatsen in een straal van 20 km rond Redwood Falls.